# 1755.
◄ | 17. stoljeće | 18. stoljeće | 19. stoljeće | ►
◄ | 1720-ih | 1730-ih | 1740-ih | 1750-ih | 1760-ih | 1770-ih | 1780-ih | ►
◄◄ | ◄ | 1752. | 1753. | 1754. | 1755. | 1756. | 1757. | 1758. | ► | ►►
Arhitektura • Astronomija • Biologija • Glazba • Kazalište • Kemija • Kiparstvo • Knjige • Književnost • Kršćanstvo • Medicina • Politika • Pravo • Promet • Slikarstvo • Znanost

## Događaji
- 26. srpnja – Enciklika Allatae sunt; za misionare na Istoku o obdržavanju istočnjačkih obreda.
- 1. studenog – Portugalski glavni grad Lisabon razorili su katastrofalni potres i tsunami, u kojima je poginulo od 60.000-90.000 osoba.
- Križevačka buna na području Križevaca i rijeke Lonje.

## Rođenja
- 11. siječnja – Džono Rastić, hrvatski pjesnik († 1814.)
- 20. srpnja – Ignjat Martinović, hrvatski znanstvenik i filozof († 1795.)
- 29. kolovoza – Jan Henryk Dąbrowski, poljski general († 1818. .)
- 2. studenog – Marija Antoaneta, francuska kraljica († 1793.)

## Smrti
- 26. veljače – Juraj Damšić, hrvatski pisac iz Gradišća (* 1686.)

## Vanjske poveznice
|  | Zajednički poslužitelj ima još gradiva o temi 1755. |